# 松树坡站
松树坡站（也作松树站）是襄渝铁路下行线上一座已撤销的铁路车站，位于陕西省汉中市镇巴县巴山镇松树村。1973年10月初步建成并开通临时运营，1978年随襄渝铁路正式交付铁路局开通运营，2008年因襄渝二线开通而撤销。车站撤销前隶属于西安铁路局安康车务段（原郑州铁路局安康铁路分局安康车务段），为四等站，办理客运业务。

## 车站设施
车站位于松树坡展线上，中心里程K429+424，站址在半山腰，站场跨越多处沟壑、穿越多处山脊，并设有数座桥梁（松树坡2号、3号、4号、5号、6号桥）与隧道（松树三线隧道）棚洞（松树三线棚洞），地势险峻。车站站场呈东南—西北走向，上行方向为东南。车站设有股道3条（其中正线1股，侧线2股），未配备货运设施，站房位于线左，“松树三线棚洞”处。

## 历史
- 1973年10月，开办临时营运
- 1978年6月1日，交付铁路部门，开始正式营运
- 1983年12月25日，开通电气化
- 2008年，襄渝二线竣工后撤销

## 现状
襄渝二线开通后，车站所在段线路被用作下行线，仅运行下行列车，车站撤销，侧线拆除，仅保留正线并用防护网隔离。车站撤销后，线路工区依旧保留，并有人驻守。